# Shanidar
Shanidar (in curdo Şaneder‎) è una grotta posta ai piedi dei monti Zagros, nel Kurdistan iracheno. Il sito venne scoperto e studiato tra il 1957 e il 1961 da Ralph Solecki e dalla sua squadra della Columbia University; durante gli scavi venne trovato il primo scheletro di un Neanderthal adulto in Iraq, risalente al Paleolitico Medio (LXXX millennio a.C.).

## Descrizione
Il proseguimento degli scavi ha prodotto nove scheletri di Neanderthal di varie età e stato di conservazione; i ritrovamenti suggeriscono che questi possedessero dei riti funebri, avendo seppellito i propri antenati con dei fiori. Tuttavia, oggi gli scienziati ritengono che il fatto non sia stato intenzionale ma piuttosto stagionali: i fiori erano lì per la primavera e l'uomo ci è morto sopra. I resti di questi ritrovamenti sono i calchi inviati e preservati alla Smithsonian Institution, mentre probabilmente gli originali sono andati perduti in Iraq.
Il sito archeologico di Šanidar è noto soprattutto per i suoi reperti catalogati Šanidar I e IV. Šanidar I è l'individuo più anziano, ed era stato soprannominato dai suoi scopritori Nandy; aveva una età di 40-50 anni, una età molto considerevole per un uomo di Neanderthal, e presentava diversi segni di deformità. Era uno dei quattro scheletri che mostravano serie deformità dello scheletro a causa di ferite o traumi. In un impreciso momento della sua esistenza, Šanidar I subì un forte colpo sulla parte frontale sinistra, provocandogli una frattura nell'orbita sinistra tale da renderlo parzialmente o totalmente cieco dall'occhio sinistro.
Nandy subì probabilmente anche una distorsione del braccio destro, con eventuali fratture, che gli causarono la perdita dell'avambraccio e della mano. Le cure prestate ai traumi di questo individuo mostrano che i Neanderthal si occupavano dei loro anziani e dei loro malati, che diventavano oggetto di premure dell'intero gruppo. Shanidar II era un maschio adulto, probabilmente morto per una caduta poiché presenta fratture multiple sulle ossa dello scheletro e del cranio. Esistono prove evidenti che questo individuo ha ricevuto una sepoltura rituale tramite l'impilamento di alcune pietre lavorate nella sua tomba.